# 400 meter frisim för herrar i simning vid olympiska sommarspelen 2024
Herrarnas 400 meter frisim vid olympiska sommarspelen 2024 avgjordes den 27 juli 2024 i Paris La Défense Arena.

## Rekord
Före tävlingarna gällde dessa rekord:
| Världsrekord     | Paul Biedermann (GER) | 3.40,07 | Rom, Italien           | 26 juli 2009 |
| Olympiskt rekord | Sun Yang (CHN)        | 3.40,14 | London, Storbritannien | 28 juli 2012 |

## Schema
Alla tiderna är UTC+2.
| Datum        | Tid   | Omgång      |
| ------------ | ----- | ----------- |
| 27 juli 2024 | 10:00 | Försöksheat |
| 27 juli 2024 | 20:42 | Final       |

## Resultat

### Försöksheat
Simmarna med de 8 bästa tiderna gick vidare till final.
| Placering | Heat | Bana | Simmare            | Nation                  | Tid     | Noteringar |
| --------- | ---- | ---- | ------------------ | ----------------------- | ------- | ---------- |
| 1         | 5    | 4    | Lukas Märtens      | Tyskland                | 3.44,13 | 0Q0        |
| 2         | 4    | 3    | Guilherme Costa    | Brasilien               | 3.44,23 | 0Q0        |
| 3         | 3    | 3    | Fei Liwei          | Kina                    | 3.44,60 | 0Q0        |
| 4         | 5    | 5    | Elijah Winnington  | Australien              | 3.44,87 | 0Q0        |
| 5         | 4    | 4    | Samuel Short       | Australien              | 3.44,88 | 0Q0        |
| 6         | 4    | 1    | Aaron Shackell     | USA                     | 3.45,45 | 0Q0        |
| 7         | 4    | 5    | Kim Woo-min        | Sydkorea                | 3.45,52 | 0Q0        |
| 8         | 5    | 3    | Oliver Klemet      | Tyskland                | 3.45,75 | 0Q0        |
| 9         | 3    | 5    | Ahmed Jaouadi      | Tunisien                | 3.46,19 |            |
| 10        | 4    | 7    | Danas Rapšys       | Litauen                 | 3.46,27 |            |
| 11        | 4    | 8    | Kieran Smith       | USA                     | 3.46,47 |            |
| 12        | 5    | 1    | Zhang Zhanshuo     | Kina                    | 3.46,76 |            |
| 12        | 4    | 2    | Lucas Henveaux     | Belgien                 | 3.46,76 |            |
| 14        | 3    | 8    | Zalán Sárkány      | Ungern                  | 3.47,33 |            |
| 15        | 3    | 7    | David Aubry        | Frankrike               | 3.47,53 |            |
| 16        | 5    | 8    | Kieran Bird        | Storbritannien          | 3.47,54 |            |
| 17        | 5    | 7    | Marco De Tullio    | Italien                 | 3.47,90 |            |
| 18        | 3    | 4    | Victor Johansson   | Sverige                 | 3.47,98 |            |
| 19        | 3    | 1    | Alfonso Mestre     | Venezuela               | 3.48,20 |            |
| 20        | 3    | 6    | Matteo Lamberti    | Italien                 | 3.48,38 |            |
| 21        | 5    | 2    | Petar Mitsin       | Bulgarien               | 3.49,30 |            |
| 22        | 2    | 5    | Kregor Zirk        | Estland                 | 3.49,59 |            |
| 23        | 4    | 6    | Antonio Djakovic   | Schweiz                 | 3.49,77 |            |
| 24        | 5    | 6    | Felix Auböck       | Österrike               | 3.50,50 |            |
| 25        | 2    | 7    | Eduardo Cisternas  | Chile                   | 3.51,29 | 0NR0       |
| 26        | 2    | 3    | Ilia Sibirtsev     | Uzbekistan              | 3.51,52 |            |
| 27        | 2    | 4    | Khiew Hoe Yean     | Malaysia                | 3.51,66 |            |
| 28        | 3    | 2    | Eduardo Moraes     | Brasilien               | 3.51,74 |            |
| 29        | 2    | 2    | Joaquín Vargas     | Peru                    | 3.54,59 |            |
| 30        | 2    | 6    | Jovan Lekić        | Bosnien och Hercegovina | 3.57,90 |            |
| 31        | 2    | 8    | Pavel Alovațki     | Moldavien               | 3.59,77 |            |
| 32        | 2    | 1    | Loris Bianchi      | San Marino              | 4.01,13 |            |
| 33        | 1    | 5    | Ilias el Fallaki   | Marocko                 | 4.01,59 |            |
| 34        | 1    | 3    | Raekwon Noel       | Guyana                  | 4.02,29 | 0NR0       |
| 35        | 1    | 6    | Alberto Vega       | Costa Rica              | 4.03,14 |            |
| 36        | 1    | 2    | Ridhwan Abubakar   | Kenya                   | 4.05,14 |            |
| 37        | 1    | 4    | Nikola Ǵuretanoviḱ | Nordmakedonien          | 4.05,38 |            |

### Final
| Placering | Bana | Simmare           | Nation     | Tid     | Noteringar |
| --------- | ---- | ----------------- | ---------- | ------- | ---------- |
| 1         | 4    | Lukas Märtens     | Tyskland   | 3.41,78 |            |
| 2         | 6    | Elijah Winnington | Australien | 3.42,21 |            |
| 3         | 1    | Kim Woo-min       | Sydkorea   | 3.42,50 |            |
| 4         | 2    | Samuel Short      | Australien | 3.42,64 |            |
| 5         | 5    | Guilherme Costa   | Brasilien  | 3.42,76 | 0AR0       |
| 6         | 3    | Fei Liwei         | Kina       | 3.44,24 |            |
| 7         | 8    | Oliver Klemet     | Tyskland   | 3.46,59 |            |
| 8         | 7    | Aaron Shackell    | USA        | 3.47,00 |            |